# Terminala cisternae
Terminala Cisternae är större gångar av sarkoplasmatiskt retikulum längs skelettmuskelcellernas t-tubuli. Dessa områden av sarkoplasmatiska retikulumet förvarar stora mängder Ca2+-joner. Terminala cisternarna ligger nära cellens T-tubuli, som i sin tur ligger nära överlappet mellan I- och A-banden (ytan där myosin och actin interagerar). Detta eftersom de terminala cisternerna är involverade i frisättning och återupptag av Ca2+-joner, vilket de måste kunna göra för att snabbt kontrollera muskelkontraktion och relaxation.